# Sairi Forsman
Sairi Forsman (Ciudad de México, 1964) es una escultora mexicana de ascendencia danesa.

## Biografía
Residió en París entre 1983 y 1985 donde trabajó y estudió modelado con la pintora estadounidense Jane Schranowska. Se trasladó a Dinamarca entre 1985 y 1987, y trabajó en un sótano una serie de esculturas expresionistas. Regresó a México y obtuvo su primer espectáculo individual en la UNAM en la Ciudad de México (1987). Vivió en la Ciudad de México hasta 1996 donde su trabajo fue comisionado para varios espacios públicos y apareció en la revista Artes de México. En 1993 recibió la beca de residencia para artistas del Nordic Art Center en Suomenlinna, Finlandia, donde vivió durante medio año. Ha trabajado en San José, Costa Rica y en Santiago de Chile.
Se mudó a California entre 1999 y 2004. Actualmente reside en Florida. Ha participado en exposiciones individuales y colectivas en la Ciudad de México y San Miguel de Allende. Su obra está a la vista permanente como parte de la colección del Museo de Querétaro, el Poliforum Cultural Siqueiros y el Colegio de Coyoacán.
A lo largo de su proceso creativo, Sairi ha pasado por diferentes etapas: primero, la escultura inspirada en un cubismo temprano; luego cuerpos entrelazados, formas de nudos con contornos redondeados que cuentan historias sobre mitologías antiguas de la cultura occidental; luego representaciones esqueléticas de humanos y animales. Se inspira en la literatura, la pintura, la danza, la escultura y el cine.
Ha participado en exposiciones colectivas y ha tenido muestras individuales patrocinadas por instituciones, como la Universidad Nacional Autónoma de México, el Instituto Nacional de Bellas Artes, el Poliforum Cultural Siquieros y el Palacio de Minería. Su trabajo ha sido publicado por la revista de arte "Artes de México" así como por la Comunidad Económica Europea. Ha ganado la beca del Nordic Arts Centre en Helsinki, Finlandia. Las esculturas "Fantasía I", "Tentación", "Perses", "El caníbal" y "Au Prin-Temps" son piezas de gran formato. Están instalados en lugares públicos y están a la vista permanente.